# بريستول براوني
بريستول براوني  (بالإنجليزية: Bristol Brownie)‏ هي طائرة خفيفة جدا، أحادية السطح، من حقبة العشرينيات. أنتجت في بريطانيا. من صناعة شركة طائرات بريستول. كان أول طيران لها في 6 أغسطس 1924. صنع منها 3 طائرة.